# Nicole Dennis-Benn
Nicole Dennis-Benn est une romancière jamaïcaine. Son roman, Here Comes the Sun, a été nommé « Meilleur livre de l'année » par le New York Times et d'autres. Elle vit et travaille à Brooklyn,. Elle est une auteure lesbienne et féministe qui explore à travers ses œuvres les thèmes du genre, de la sexualité, de la vie jamaïcaine et de sa diaspora.

## Biographie
Nicole Dennis-Benn est née et grandit à Kingston, en Jamaïque. Sa famille vit à Vineyard Town, où elle passe la majeure partie de son enfance avant de déménager à Portmore, Sainte-Catherine. À l'âge de 11 ans, Dennis-Benn remporte une bourse d'études à la prestigieuse St. Andrew High School for Girls de Kingston.
Elle quitte la Jamaïque à 17 ans, mécontente des inégalités de races et de classe sur l'île et des très faibles possibilités d'ascensions. Sa mère l'envoie à New York pour vivre avec son père après qu'elle exprime ses sentiments de désespoir au lycée. Elle devient « une nouvelle femme » à New York, se sentant finalement comme une vraie New-Yorkaise, même si elle considère toujours la Jamaïque comme sa patrie. Sur sa jeunesse en Jamaïque, Dennis-Benn déclare : « Je me sentais comme si j'étais la seule lesbienne dans un pays où la police ferme les yeux sur la violence collective contre les homosexuels et les rapports sexuels entre hommes sont punis par la loi. »
Aux États-Unis, elle poursuit ses études et obtient un baccalauréat (bachelor's degree) en biologie et sciences nutritionnelles à l'université Cornell en 2003. Au cours de ses années universitaires, elle écrit pour faire face au mal du pays et constate qu'elle aime écrire plus que ses cours médicaux. En 2004, elle poursuit une maîtrise en santé publique, spécialisée en santé reproductive des femmes, au programme MPH de l'université du Michigan à Ann Arbor, et est diplômée en 2006. Elle travaille ensuite comme gestionnaire de projet en recherche sur le genre, la sexualité et la santé au département des sciences sociomédicales de la Mailman School of Public Health de l'université Columbia pendant quatre ans avant de finalement décider de poursuivre sa passion d'écrivain.
Pendant qu'elle travaille à Columbia, elle termine son MFA en écriture créative et fiction au Sarah Lawrence College en 2012,,. Nicole Dennis-Benn fait partie du corps professoral du programme d'écriture créative de l'Université de Princeton et est membre du corps professoral invité de Kowald pour le programme de MFA du City College.

### Mariage
Nicole épouse sa femme, Emma Benn, en mai 2012 en Jamaïque. Leur mariage fait sensation et devient viral sur l'île, faisant l'actualité nationale. Il est rendu important car « les médias l'ont présenté comme le premier mariage lesbien » sur l'île. Malgré les craintes d'avoir une cérémonie en extérieur et les attaques contre les couples de même sexe sur l'île, elles ont trouvé un lieu ouvert. Elle décrit certaines parties de la Jamaïque comme plus sûres pour les couples de même sexe et a engagé des amis LGBT sur l'île. Elles se marient un an après que le mariage homosexuel devienne légal à New York. Les amis et la famille se réunissent pour célébrer avec de nombreux membres du personnel de l'hôtel curieux et excités, tous prenant des photos de la cérémonie.

## Prix et distinctions pour la rédaction
En 2016, Dennis-Benn publie son premier roman très acclamé, Here Comes the Sun, chez WW Norton / Liveright, lançant Dennis-Benn en tant qu'écrivain à suivre par Publishers Weekly. Nicole Dennis-Benn remporte le prix Lambda Literary dans la catégorie fiction lesbienne lors de la 29e édition annuelle en 2017 pour son roman Here Comes the Sun. Le roman apparaît sur plusieurs listes de lecture incontournables. Elle est finaliste pour plusieurs autres prix littéraires, dont le Texas Library Association 2017 Lariat, le Princeton Arts Fellowship, le Center for Fiction First Novel Prize, le prix John Leonard du National Book Critics Circle, et le New York Public Library Young Lions Award,,,.
Elle écrit pour le New York Times, ELLE Magazine, Catapult, Red Rock Review, Kweli Literary Journal, Ebony et Feminist Wire,,,,,.

## Écriture
Le travail de Nicole Dennis-Benn remet en question « l'homophobie et la sexualisation des jeunes filles, la race, les disparités socioéconomiques de classe » . En 2010, alors qu'elle amène sa partenaire en Jamaïque, elle a de nouveau été confrontée à tous ces problèmes et à sa propre identité. Cela solidifie sa décision de devenir écrivain plutôt que de poursuivre sa carrière médicale. Ses écrits sont décrits dans les critiques comme durs, frappants et engageants. Son ton fait ce qu'elle a l'intention et expose le dessous controversé au tourisme flashy de la Jamaïque. Dennis-Benn espère que son écriture peut « contribuer au plus grand bien » et enseigner aux gens des choses importantes sur les lieux et les personnes dans ses histoires  Le dialogue dans ses histoires et son roman est écrit dans le dialecte patois. Jennifer Senior le décrit comme « l'un des plaisirs fortuits du livre [Here Comes the Sun], sa propre mélodie ». Il donne un aperçu de la culture jamaïcaine et du « discours interne » de Dennis-Benn.

## Romans

### Here Comes the Sun
Son premier roman, Here Comes the Sun, suscite une attention critique et des éloges positifs alors qu'il explore de nombreuses questions controversées sur la Jamaïque. Dennis-Benn espère que son roman fera « parler et les gens penser » en explorant les « thèmes de l'amour, de l'identité, de la sexualité et de l'appartenance » auxquels tous les lecteurs pourront se connecter. Les lecteurs lui disent « Je veux traverser ça » alors qu'ils lisent sur la sexualisation excessive des filles et l'effort de prospérer. Un objectif du roman est de donner une voix aux problèmes ignorés et à la complaisance dans la classe ouvrière. Redi Eddo-Loge décrit le roman comme « un début engageant sur l'exploitation et les préjugés raciaux, vu par les yeux de trois femmes » qui montre le « colonialisme rampant de l'industrie hôtelière » et « l'effet du déplacement » sur les populations locales.
Le roman cherche à montrer les disparités raciales, sociales et économiques en Jamaïque qui sont souvent masquées par l'accent mis par le gouvernement sur l'unité. Les Jamaïcains pauvres et ouvriers sont exploités « par l'industrie du tourisme pour rembourser notre dette [nationale] ». La naïve Thandi, la travailleuse Margot et l'attrape-touristes Dolores montrent en trois générations la lutte que les Jamaïcains de la classe moyenne doivent affronter quotidiennement pour essayer de survivre et avoir des opportunités de succès. Selon Jennifer Senior, le roman montre « l'héritage le plus laid du colonialisme », la « haine de soi, transmise d'une génération à l'autre » alors que Thandi essaie d'éclaircir sa peau et que sa sœur et sa mère restent prises dans le sexe et métiers du tourisme.

### Patsy
Son deuxième roman, Patsy, sort le 4 juin 2019. Un extrait est publié dans le magazine féministe Lenny en 2017. L'extrait révèle une utilisation similaire du dialecte patois et des thèmes de l'identité, de la maternité, du sexe, de la classe et de l'immigration.

## Thèmes
Les œuvres de Dennis-Benn couvrent un certain nombre de thèmes, notamment la race, la classe, le colonialisme, l'acceptation de soi, la haine de soi, l'homophobie, l'amour et la sexualisation.

### Sexualité
Ses œuvres abordent deux aspects de la sexualité, les problèmes d'être LGBT en Jamaïque et la sexualisation des jeunes filles, en particulier par les hommes plus âgés. Dennis-Benn est motivée à écrire sur ces problèmes et ses expériences avec eux. Comme l'auteur, le personnage de Margot dans Here Comes the Sun mène une vie fermée en Jamaïque. Selon Rosamund S. King, il y a une augmentation de la représentation des couples de même sexe dans la littérature jamaïcaine. Elle explique que « la publication du ... premier [roman] de Dennis-Benn avec de grands éditeurs américains - et des budgets marketing importants ... marquent un changement radical dans le paysage littéraire » et un éventuel changement qui en résulte dans l'auto-identification de plus de femmes jamaïcaines comme LGBT.
Bien qu'il y ait plus d'ouverture et de représentations littéraires de personnages caribéens du même sexe, il y a toujours des signes violents d'homophobie. Dennis-Benn explique la possibilité d'écrire seulement une fois qu'elle était en Amérique et que d'autres Jamaïcains LGBT ont eu des expériences similaires. King écrit que « l'homophobie qui a fait immigrer [les auteurs LGBT] est reprise par les médias pour devenir partie intégrante de l'histoire de toute la région ». Alors que les lois de la Jamaïque tendent toujours à l'homophobie, les Jamaïcains eux-mêmes sont moins largement homophobes selon l'étude de King. Le roman de Dennis-Benn donne aux Jamaïcains un point d'entrée pour discuter d'un personnage de même sexe parce que même s'ils ne comprennent pas sa sexualité, il y a d'autres parties de la vie de Margot, qui humanisent le problème.

### Vie de la classe ouvrière jamaïcaine
Nicole Dennis-Benn décrit le fait d'être jamaïcaine comme d'être « une ambassadrice » auprès du reste du monde. Elle dit que c'est comme si c'était le travail des gens de la classe ouvrière de «vendre le fantasme» de ce que les touristes attendent de la Jamaïque. Elle voulait montrer qui sont les gens derrière le fantasme parce que les Jamaïcains et les femmes de la classe ouvrière «sont invisibles». Il est important que les visiteurs puissent voir la classe ouvrière et voir la vraie culture jamaïcaine. Dans une interview avec LAFB, elle décrit comment «la mobilité ascendante en Jamaïque est extrêmement difficile, c'est pourquoi beaucoup de Jamaïcains de la classe ouvrière partent». Un petit nombre de Jamaïcains, particulièrement ceux à peau claire, possèdent les stations et profitent du tourisme, mais beaucoup de gens sont coincés dans une ornière de pauvreté. C'est son espoir que lorsque les Jamaïcains liront son roman et se connecteront à des thèmes, ils « se rendront compte que nous sommes libres - libres d'aimer, libres d'être, et surtout, libres de changer ».

### Stigmatisation et danger du travail du sexe
Dans Here Comes the Sun, Margot travaille comme prostituée dans un hôtel afin d'économiser de l'argent pour sa sœur cadette, Thandi, pour pouvoir aller dans une école privée puis au collège. Comme de nombreuses prostituées jamaïcaines, Margot travaille parce qu'elle le doit et a souvent peur que ses collègues de l'hôtel la découvrent et la dénoncent. Sharpe et Pinto expliquent que « les femmes caribéennes voient le travail du sexe comme un moyen légitime de collecter des fonds pour... envoyer leurs enfants dans des écoles privées ». Il existe également un courant sous-jacent du tourisme sexuel qui amène les hommes et les femmes de la Jamaïque à explorer leur propre sexualité et leurs fantasmes d'être avec quelqu'un « d'exotique ». Nicole Dennis-Benn le montre instantanément dans son roman et Margot explique comment les hommes veulent si souvent voir sa peau noire et à quoi ressemble son corps. Sharpe et Pinto confirment que des études montrent que « les touristes étendent souvent la romance de leurs vacances sur une île paradisiaque aux travailleuses du sexe elles-mêmes ». La Coalition du travail du sexe en Jamaïque s'efforce d'aider à dépénaliser le travail du sexe en Jamaïque et de plaider pour les droits et la sécurité des travaux sexuels, ainsi que pour mettre fin à la stigmatisation et à la discrimination en matière de soins de santé.

### Préjugés raciaux et blanchiment de la peau
Thandi, dans Here Comes the Sun, se débat avec son identité et sa popularité en tant qu'adolescente parce qu'elle a la peau très foncée. Elle dépense une partie du peu d'argent qu'ils ont en crème et pour voir une vieille femme pour essayer d'éclaircir sa peau. L'éclaircissement de la peau est devenu une énorme industrie en Jamaïque, faisant des profits énormes pour les vendeurs. Elle espère que s'il est plus léger que les garçons l'aimeront, la qualifiant de browning (fille à la peau claire), et elle sera populaire lors de la fête à laquelle elle est invitée plus tard dans l'année scolaire. Dans un article sur la culture du blanchiment de la peau en Jamaïque, Rebekah Kebebe interroge Jody Cooper qui explique : « Quand tu es noir en Jamaïque, personne ne te voit ». Christopher Charles note que la culture de blanchiment découle des idéaux européens et du colonialisme, car les Jamaïcains bruns étaient souvent à moitié blancs et « recevaient souvent un meilleur accès à la terre et aux ressources en raison de leur ascendance blanche ». L'histoire de Dennis-Benn « Grandir avec Miss Jamaïque » écrit « Même s'ils étaient étrangers, notre communauté semblait les aimer plus qu'ils ne nous aimaient » uniquement pour leur peau plus claire. Être plus sombre entraîne des insultes comme blackie et bien que certaines personnes blanchissent pour l'estime de soi ou à cause de la haine de soi, c'est devenu une partie ancrée dans la culture jamaïcaine.

### La force destructrice du tourisme
Le tourisme est une partie énorme de l'économie jamaïcaine, bien que l'argent qu'il rapporte soit tempéré par les dommages qu'il cause aux communautés locales et à l'environnement. Dans Here Comes the Sun, Margot gagne de l'argent dans la station balnéaire locale et Delores gagne son argent en incitant les touristes à acheter ses souvenirs. Nicole Dennis-Benn montre comment les gens utilisent les touristes pour survivre, mais elle montre également les conditions de vie terribles auxquelles ses personnages sont confrontés alors qu'ils luttent pour acheter suffisamment de nourriture et que la petite ville de pêcheurs s'effondre au-delà du regard de la station balnéaire. Margot réfléchit à ses pauvres camarades d'école qui sont mères et qui luttent encore plus sans avoir la chance de travailler à l'hôtel, mais la seule raison pour laquelle Margot semble gagner beaucoup d'argent est parce qu'elle travaille aussi en tant que prostituée. Dennis-Benn explique qu'au fur et à mesure que le tourisme a repris, « les développeurs et le gouvernement sont devenus voraces, indifférents » aux luttes de leur peuple dans la quête du profit. Le tourisme crée une pression énorme sur les gens pour vendre et performer.

### Romans
- Nicole Dennis-Benn, Here Comes the Sun, 2016.
- Nicole Dennis-Benn, Patsy, 2019.

### Écrits, articles et histoires courts
- Nicole Dennis-Benn, Who’s Allowed to Hold Hands?.
- Nicole Dennis-Benn, The Day I Learnt to Accept that My Dark Skin was Beautiful.
- Nicole Dennis-Benn, We Deh Yah!.
- Nicole Dennis-Benn, What it Means to be a Writing in the Time of Trump.
- Nicole Dennis-Benn, My First Visit to the Church of American Democracy.
- Nicole Dennis-Benn, Resistance, Desire, and History: The Story of My Deadlocks.
- Nicole Dennis-Benn, A Woman-Child in Jamaica.
- Nicole Dennis-Benn, Coming Out as a Writer.
- Nicole Dennis-Benn, Innocence is a Privilege: Black Children Are Not Allowed to Be Innocent in America.
- Nicole Dennis-Benn, Breaking Taboos and Loving the Characters We Fear.
- Nicole Dennis-Benn, Growing Up With Miss Jamaica.
- Nicole Dennis-Benn, Shifting Selves: Holding Two Flags.
- Nicole Dennis-Benn, Mecca Jamilah Sullivan: Interview.
- Nicole Dennis-Benn, What’s in a Name.
- Nicole Dennis-Benn, What’s for SaleNommé au Pushcart Prize 2016.
- Nicole Dennis-Benn, God Nuh Like UglyNommé au Pushcart Prize 2016.
- Nicole Dennis-Benn, Chinelo Okparanta-Interview.
- Nicole Dennis-Benn, Ayana Mathis: Interview.
- Nicole Dennis-Benn, The Measure of a True Artiste.
- Nicole Dennis-Benn, In Her Own Words.
- Nicole Dennis-Benn, The Impact of Living Out Loud as a Gay Jamaican.